# Autoconstruction
De manière générale, l'autoconstruction désigne le fait, pour un particulier, de réaliser une construction (par exemple sa propre maison, un voilier, une éolienne, un chauffe-eau solaire, une machine agricole ...) sans l'aide ou presque de professionnels.

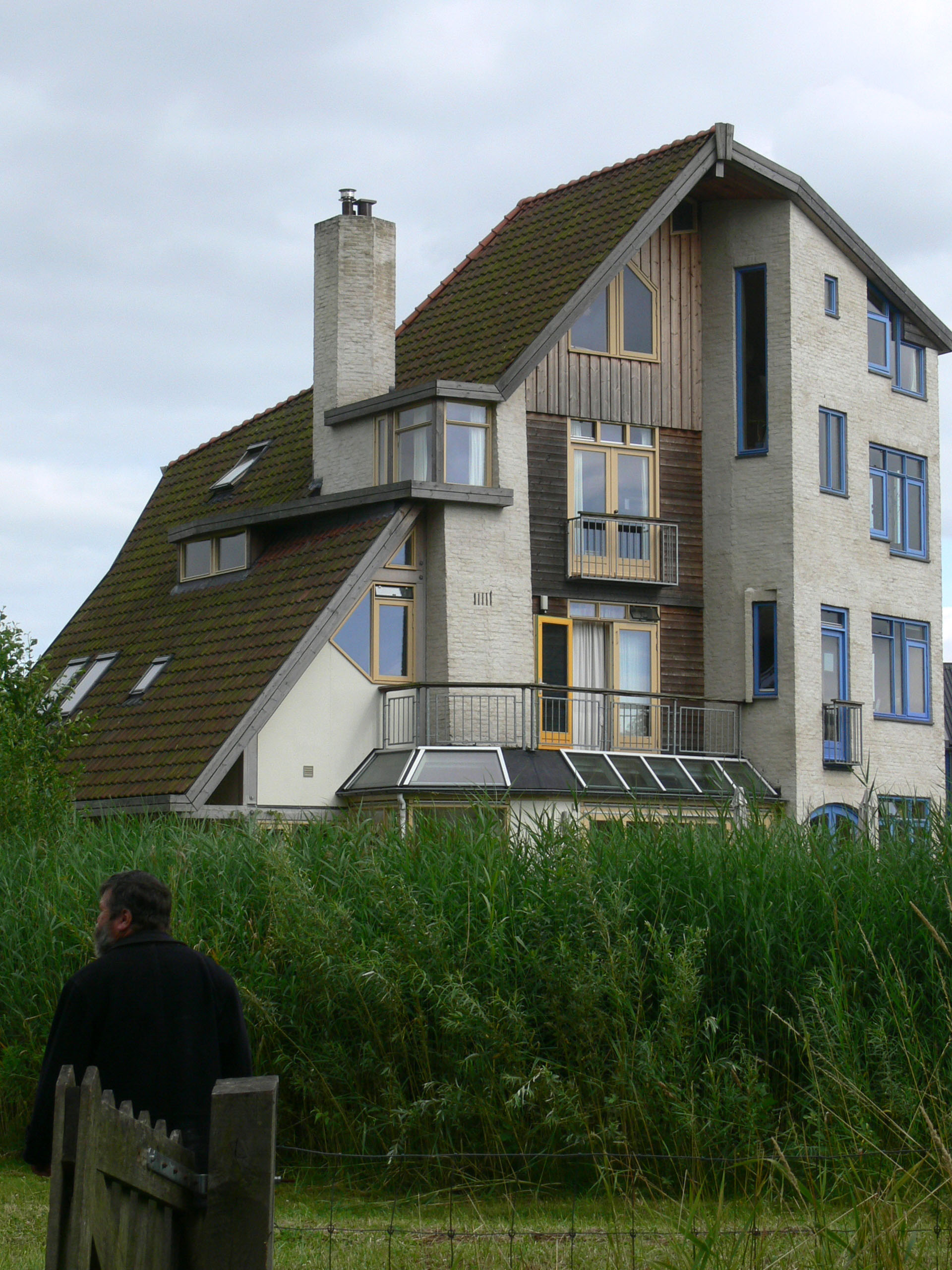
Maison autoconstruite, dans l'écoquartier Eva Lanxmeer aux Pays-Bas

L'autoconstruction des habitations est courante dans les pays en développement, elle s'organise parfois en quartiers, voire en petites villes, le bidonville en étant une des formes. Elle peut s'appuyer aussi sur la restauration d'un patrimoine ancien (village abandonné, friche urbaine ou industrielle pour construction de lofts, etc.). L'autoconstruction des habitations existe aussi dans certains pays industrialisés, notamment dans certaines communautés en Amérique (Mormons, mouvement hippie ou écologiques...) ou aux Pays-Bas et plus ou moins sévèrement réglementée dans les pays riches. En France, le Mouvement coopératif des castors, fut à son apogée après la seconde guerre mondiale, lors de la reconstruction, il encadre des initiatives plus individualistes aujourd'hui. 
L'autoconstruction d'autres objets s'accompagne parfois d'éditions de manuels, d'organisation d'échanges de pratiques et de formations. Par exemple, c'est le cas de l'autoconstruction des machines agricoles pour le maraîchage biologique ou l'autoconstruction de maisons isolées en paille ou en briques .

## Éléments de définition
De manière générale, on peut parler d'autoconstruction dès qu'une personne décide de mobiliser ses capacités intellectuelles et pratiques pour répondre à un besoin particulier.
L'autoconstruction d'une maison inclut en particulier la réalisation du gros œuvre (maçonnerie) et charpente-couverture. Pour les gros chantiers, elle exclut souvent les fondations et le terrassement, confiés à une entreprise. Rarement, le mot d'autoconstruction est associé à la construction à partir de modules préfabriqués (maisons en kits).
Dans le domaine du bâtiment, l'autoconstruction concerne également des réalisations plus modestes qu'une maison. Mais tout projet nécessitant plusieurs corps de métier et une déclaration de travaux peut être conduit en autoconstruction. Des ONG, associations et certaines autorités, parfois en collaboration avec des acteurs économiques (producteurs de matériaux ou d'écomatériaux), éditent des guides pour aider les autoconstructeurs,,,
Pour le machinisme agricole, biologique notamment, la disparition des savoir-faire et les nécessités d'invention et de diffusion de techniques adaptées au maraîchage biologique a conduit L'Atelier Paysan à s'organiser pour la réappropriation de savoirs paysans et l'autonomisation dans le domaine des agroéquipements adaptés à l'agriculture biologique.

## Motivations
Les gens construisent des maisons individuelles ou partagées pour toute sorte de raisons, dont :
- créer un logement à moindre coût [12]
- créer un environnement adapté aux souhaits et besoins particuliers de l'individu et de sa famille
- élaborer un style architectural et de vie plus personnel
- vivre dans une maison qu'on ne serait pas en mesure de s'offrir sur le marché « libre »
- éthiques, centrées sur la recherche d'autonomie, une volonté de sortir du système marchand. Souvent, l'autoconstructeur est également habité par une démarche de réappropriation de techniques et de savoir-faire simples : en ce cas, les principes de construction et de fonctionnement de l'habitat font appel à des techniques simples et pratiques, réalisables et réparables par l'habitant
- éthiques, centrées sur l'écologie, le respect de la nature et le souhait de recycler et réutiliser des matériaux, etc. Avec une approche de type haute qualité environnementale, les options architecturales et techniques retenues peuvent être très poussées et innovantes, faisant appel à des techniques de pointe.
- lutter contre le bétonnage où, sur la ZAD (zone à défendre) de Notre-Dame-des-Landes (ancien projet de nouvel aéroport de Nantes), une habitation en bois durable est réalisée en autoconstruction[13],[14].

L'autoconstruction d'outils agricoles offre également de nombreux avantages :
- acquérir des outils adaptés et adaptables, répondant à la problématique de chaque type de terrain, technique culturale, ou climat
- se réapproprier un savoir-faire de fabrication (soudure, perçage, découpe...)
- tendre à plus d'autonomie en levant l'abstraction sur les outils (en ayant la main sur la conception et la production).
- autoconstruire ses outils peut s'avérer très avantageux financièrement, surtout si elle résulte de coopération entre paysans ; l'achat groupé de matériel et métal permettant de réduire les coûts unitaires

## Alternatives constructives
De manière plus ou moins volontaire ou contrainte, pour de raisons de coût, d'adaptation aux matériaux, ressources naturelles et humaines localement disponibles, ou encore d'intégration écopaysagère, les autoconstructeurs ont testé ou développé de nombreuses techniques alternatives intégrant par exemple :
- le recyclage intégral ; cette approche intègre la réutilisation de matériaux (brique, pierre, poutre...) ou d'éléments tels que portes, fenêtres, gouttières, fils électriques, éclairages, tuyauterie, éléments sanitaires etc.) Certaines maisons détournent aussi des objets des murs de bouteilles ou de pneus récupérés comme accumulateurs de chaleur ou tampon thermique (par exemple : une géonef).
- la biodégradabilité, avec éventuellement une maison entièrement biodégradable (terre crue, ou terre-chaux + paille et bois), une fois qu'on en a enlevé les systèmes électriques et tuyauteries.
- des structures innovantes, telles que la maison-conteneur, la maison bulle, le zome , maisons dans les arbres, habitat semi-enterré, habitat troglodytique, flottant, etc.

## Travail solitaire ou collaboratif
L'autoconstruction d'un habitat est rarement une œuvre solitaire : elle implique, comme c'était déjà le cas dans le mouvement des Castors dans les années 1950, la mise en place d'échanges, de solidarités ; on parle d'autoconstructeurs. Des communautés d'agriculteurs autoconstructeurs ont également vu le jour en France  et aux États-Unis. La construction peut se faire à travers un chantier participatif où des bénévoles viennent aider tout en se formant. Ces chantiers peuvent être encadrés par des professionnels. 
En France, l'architecte Jean Soum est considéré comme l'un des pionniers[réf. nécessaire] de l'autoconstruction et de l'éco-habitat bio-dynamique. C'est en effet en 1975 qu'il se penche sur le concept en rentrant d'un voyage d'étude au Nouveau Mexique. En 1977, il construit son premier zome dans les Pyrénées ariégeoises. Depuis, plus de 200 zomes ont été bâtis dans l'Hexagone dont une centaine selon ses conseils. En août 2015, afin de lui rendre hommage, le festival Festizome était organisé dans la station de Guzet-Neige (Haut-Couserans).

## Contrôles
Les contrôles se font généralement a priori et a posteriori. 
Pour les bâtiments, dans certains pays une commission de sécurité peut venir inspecter la sécurité électrique (pour vérifier que les risques d'électrocution ou court-circuit facteurs de risque d'incendie ont été pris en compte conformément à la législation du pays (exemple : le CONSUEL en France)). Parfois les principes constructifs sont inspectés (en zone de risque sismique notamment) ou ont pu faire l'objet d'une analyse préalable, voire de l'assistance d'un expert au moment du dépôt du permis de construire ou d'une déclaration de travaux.
Les outils agricoles autoconstruits doivent également faire l'objet d'une auto-certification. Afin de justifier, sous sa responsabilité, de la conformité de la machine, l'autoconstructeur doit établir un ensemble de documents. Les formalités obligatoires pour l’auto-certification sont définies dans la Directive européenne 2006/42/CE transcrite dans le code du travail (Articles R 233-73 à R 233-76). Les 3 étapes d'auto-certification sont :
- La rédaction d'un dossier technique, qui comprend : 
  - une description d’ensemble de la machine
  - les plans d’ensemble et de détail de la machine + le plan des circuits de commande
  - la liste des règles techniques et normes utilisées
  - une documentation sur l’évaluation des risques et les solutions mises en œuvre pour atteindre un niveau de sécurité conforme aux exigences de la réglementation (dossier MSA)
  - une copie de la notice d’instruction
  - une copie de la déclaration CE de conformité.
- Rédiger et signer la Déclaration CE de conformité
- Chaque machine doit porter, de manière lisible et indélébile, un marquage comprenant au minimum les indications suivantes :
  - la raison sociale et l’adresse complète du fabricant,
  - la désignation de la machine,
  - l’année de construction,
  - le marquage « CE ».

## voir aussi